# バラン・ボー・オダー
バラン・ボー・オダー（Baran bo Odar, 1978年4月18日 - ）は、スイスの映画監督、脚本家。
クリエイティブ面、また私生活でもパートナーであるヤンチェ・フリーセと共同製作を務めた『ダーク』や『1899』で知られる。

## 来歴
1978年4月18日、スイスのオルテンに生まれ、2歳の時にドイツに移住する。
両親ともにドイツ人ではなく、母方はトルコ系で、父方はロシア系である。”ボー”というのは単なるニックネームで、”オダー”は創作された姓である。父方の祖父は白軍に属す医師だったため、十月革命後にロシアから亡命する必要があった。その際、彼は身分を偽造し、他の言語で「医師」を意味する”オダー”という名前を選んだ。
兵役を逃れるために、てんかん患者を治療するクリニックで働いていた。
1998年から2006年まで、ミュンヘンテレビ・映画大学で映画製作を学んだ。ヤンチェ・フリーセも同大学の卒業生である。
12歳から絵を描き始め、油絵や漫画、抽象画など様々な絵を描いたことがある。画家を目指していた時期もあったが、上記大学在学中に両方やり続けるのは不可能だと思い、映画製作者の道を選んだ。
ミュンヘン大学で商業映画およびプロモーション映画のマスタークラスを修了した。
自身に影響を与えた映画に、『ブレードランナー』と『アラビアのロレンス』 を挙げている。またジャンルミックスな映画を好み、尊敬する映画にポン・ジュノ監督の『殺人の追憶』を挙げている。

## 経歴
2003年、ベルリン国際映画祭が行う若手育成プログラム「ベルリナーレ・タレント・キャンパス（現ベルリナーレ・タレンツ）」に招待され、2005年に短編映画『Quietsch』が第55回ベルリン国際映画祭で上映された。
2006年、自身初の長編映画『Unter der Sonne』が公開され、2006年のスタジオ・ハンブルク新人賞と2007年のミュンヘン映画賞で新人監督賞を受賞した。
2014年、『ピエロがお前を嘲笑う』が公開された。同作はドイツ映画チャートの上位にランクインし、2015年のドイツ映画賞で長編映画賞や脚本賞にノミネートされ、編集賞、美術賞、音響編集賞を受賞した。また、バンビ賞で最優秀ドイツ映画賞を受賞した。
2016年2月、Netflixオリジナル初のドイツ語テレビシリーズとなる『ダーク』の製作が発表された。フリーセと共同製作を務め、全エピソードの監督をオダーが務めた。
2017年、『スリープレス・ナイト』でハリウッドデビューを果たす。
同年12月、『ダーク』が公開され世界中で絶賛された。
2018年、『ダーク』シーズン1の演出が評価され、ドイツで最も権威のあるテレビ賞と言われるグリム賞を受賞した。2019年にはシーズン2が、2020年には最終シーズンとなるシーズン3が公開された。
2018年6月、オダーとフリーセがNetflixと提携し、ヨーロッパ初となる同社とのオーバーオール契約を締結した。
2018年11月、『ダーク』のシーズン3公開に先立ち『1899』の製作が発表された。最初の2話は2022年9月のトロント国際映画祭でプレミア公開され、11月17日にNetflixで全話配信された。
2019年、オダーとフリーセが映画製作会社「Dark Ways」を設立した。
2019年10月、Netflixがダニエル・ケールマンの小説『Tyll』の映像化権を獲得し、オダーとフリーセが製作を務めることが報じられた。同作では、14世紀の北ドイツに実在したとされるティル・オイレンシュピーゲルを三十年戦争の時代に登場させている。 
2023年1月、Netflixが『1899』の製作をキャンセルしたと報じられた。製作側はシーズン3までの構想をしていたという。
2023年2月、Netflixがオダーとフリーセと8桁の大金で再契約を結んだことが報じられた。コミックブック作品『Something Is Killing the Children』の映像化に動いているという。

## フィルモグラフィー

### 映画
| 公開 | タイトル             | 監督 | 脚本 | 製作総指揮 | 備考   |
| ---- | -------------------- | ---- | ---- | ---------- | ------ |
| 2005 | Quietsch             | Yes  | Yes  |            | 短編   |
| 2006 | Unter der Sonne      | Yes  | Yes  |            |        |
| 2010 | 23年の沈黙           | Yes  | Yes  |            |        |
| 2014 | ピエロがお前を嘲笑う | Yes  | Yes  |            |        |
| 2017 | スリープレス・ナイト | Yes  |      |            | [ 18 ] |

### テレビ
| 公開    | タイトル | 監督 | 脚本 | 製作総指揮 | 備考   |
| ------- | -------- | ---- | ---- | ---------- | ------ |
| 2017–20 | ダーク   | Yes  | Yes  | Yes        |        |
| 2022    | 1899     | Yes  | Yes  | Yes        |        |
| TBA     | Tyll     |      |      |            | [ 19 ] |